# テロルの系譜
『テロルの系譜』（テロルのけいふ）は、かわぐちかいじによる漫画作品。1975年から『週刊ジャンボ』（日本文華社）に連載された。1980年に立風書房から文庫版が発売された。1992年に青弓社から、2002年に筑摩書房から、2008年に朝日新聞出版から再版されている。青弓社版以降は「日本暗殺史」の副題が添えられている。

## 概要
テロ、クーデターを描いた作品。明治、大正、昭和と三部作になっている。
筑摩書房ちくま文庫版には鈴木邦男が解説文を寄せているが、鈴木は本作を「かわぐちかいじの原点ともいうべき傑作劇画」と評している。

### 明治篇
紀尾井坂の兇刃
大久保利通を主軸に西郷隆盛との確執、紀尾井坂の変を描く。
綺異譚 来島恒喜
綺異譚には「ローマンス」のフリガナ。
来島恒喜が大隈重信を爆弾で襲撃する（大隈重信遭難事件）までを描く。
大逆なり
幸徳秋水らによる幸徳事件を描く。

### 大正篇
一人一殺
朝日平吾による安田善次郎暗殺を描く。
謀殺大尉
甘粕正彦による大杉栄の殺害（甘粕事件）を描く。本作では大杉殺害は軍上層部からの指示であったとされる。
魔弾の狙撃手
虎ノ門事件を起こした難波大助の学友であった北海清次（架空の人物）を主軸に、難波の謀議についての取り調べ、難波の父親難波作之進が難波を精神病患者として死刑を減じようと北海らに偽証を依頼する様を描く。

### 昭和篇
血盟団
小沼正を主人公に井上準之助の暗殺（血盟団事件）を描く。
戒厳令
前後編。
二・二六事件事件を天皇の徳川侍従長（実際の侍従長は鈴木貫太郎）の息子・徳川貴臣陸軍大尉（架空の人物）の視点から描く。
一人だけの聖戦
東條英機の自殺未遂事件を中野正剛の東方会に賛同する脱走兵による暗殺（未遂）事件であったという視点で描く。
『漫画が語る戦争 戦場の挽歌』（2013年、小学館クリエイティブ、ISBN 9784778032562）に単話で採録されている。

## 書誌情報
立風書房 立風漫画文庫
- 『テロルの系譜』1980年7月

青弓社版
- 『テロルの系譜:日本暗殺史』 1992年4月

筑摩書房 ちくま文庫
- 『テロルの系譜:日本暗殺史』 2002年7月 ISBN 4480037543
解説 鈴木邦男

朝日新聞出版 シリーズ昭和の名作マンガ
- 『テロルの系譜:日本暗殺史』 2008年10月 ISBN 9784022140074